# Dia mundial de la salut mental
El Dia Mundial de la Salut Mental se celebra el 10 d'octubre de cada any amb l'objectiu de sensibilitzar la població sobre diversos aspectes relatius a la salut mental.
La primera commemoració va tenir lloc l'any 1992 com una iniciativa de la Federació Mundial de Salut Mental, una entitat que té presència a més de 150 països, i amb el recolzament de l'Organització Mundial de la Salut (OMS). En els dos primers anys, el Dia Mundial de la Salut Mental no tenia cap tema específic i s'hi abordaven temes relacionats amb l'exercici dels drets de les persones afectades per malalties mentals i l'educació de la ciutadania sobre la salut mental. Des de llavors cada octubre hi ha milers d'activitats arreu del món.
A Catalunya les activitats d'aquest dia estan organitzades principalment per l'aliança d'organitzacions Salut Mental Catalunya, que comprèn la Federació Salut Mental Catalunya, AMMFEINA Salut Mental Catalunya i Fundació Salut Mental Catalunya.

## Temes
| Any       | Tema segons la Federació Mundial de Salut Mental                                                                | Lema a Catalunya                                                          |
| --------- | --- | ------------------------------------------------------------------------- |
| 2019      | "Mental Health Promotion and Suicide Arxivat 2020-10-19 a Wayback Machine.".                                    | "Any de la prevenció del suïcidi. Escoltar salva vides"                   |
| 2018      | "Young People and Mental Health in a Changing World". Arxivat 2019-09-20 a Wayback Machine.                     | "Salut mental a la comunitat i a la feina"                                |
| 2017      | "Mental Health in the Workplace" Arxivat 2019-09-20 a Wayback Machine.                                          |                                                                           |
| 2016      | "Psychological and Mental Health First Aid For All".                                                            | "Prevenció, la clau de l'equilibri Arxivat 2020-01-16 a Wayback Machine." |
| 2015      | "Dignity in Mental Health".                                                                                     | "Dignitat en salut mental"                                                |
| 2014      | "Living with schizophrenia".                                                                                    | "Construim una nova salut mental" Arxivat 2020-01-16 a Wayback Machine.   |
| 2013      | "Mental Health and Older Adults".                                                                               | "Alternatives davant la crisi, el valor dels nostres drets"               |
| 2012      | "Depression: A global crisis".                                                                                  | “La depressió: un problema global”                                        |
| 2011      | "The Great Push: Investing in Mental Health".                                                                   | “La gran aposta: invertir en salut mental"                                |
| 2010      | "Mental Health and Chronic Physical Illnesses                                                                   | "Sense por, tots contra l'estigma"                                        |
| 2009      | "Mental Health in Primary Care: Enhancing Treatment and Promoting Mental Health".                               | “Salut mental a l'abast de tothom“                                        |
| 2008      | "Making Mental Health a Global Priority: Scaling up Services through Citizen Advocacy and Action ".             | “Salut mental, prioritat global”                                          |
| 2007      | "Mental Health in A Changing World: The Impact of Culture and Diversity". Arxivat 2016-03-04 a Wayback Machine. |                                                                           |
| 2006      | "Building Awareness – Reducing Risk: Mental Illness & Suicide". Arxivat 2016-03-04 a Wayback Machine.           |                                                                           |
| 2005      | "Mental and Physical Health Across the Life Span".                                                              |                                                                           |
| 2004      | "The Relationship Between Physical & Mental Health: co-occurring disorders".                                    |                                                                           |
| 2003      | "Emotional & behavioural disorders of children & adolescents". Arxivat 2016-03-04 a Wayback Machine.            |                                                                           |
| 2002      | "The Effects of Trauma and Violence on Children & Adolescents".                                                 |                                                                           |
| 2000-2001 | "Mental Health and Work".                                                                                       |                                                                           |
| 1999      | "Mental Health and Ageing".                                                                                     |                                                                           |
| 1998      | "Mental Health and Human Rights".                                                                               |                                                                           |
| 1997      | "Children and Mental Health".                                                                                   |                                                                           |
| 1996      | "Women and Mental Health".                                                                                      |                                                                           |